# Управление по вопросам космического пространства ООН
Управление Организации Объединённых Наций по вопросам космического пространства (англ. United Nations Office for Outer Space Affairs, UNOOSA) — организация Генеральной Ассамблеи ООН, которой поручено осуществление её политики в области космоса. Расположено в Отделении ООН в Вене. Управление реализует Программу по применению космической техники и ведёт реестр объектов, запускаемых в космическое пространство. Управление также оказывает поддержку развивающимся странам в использовании космических технологий в интересах экономического развития. С марта 2014 года его директором является итальянский астрофизик Симонетта ди Пиппо.
Управление ООН по вопросам космического пространства изначально создавалось как небольшая группа экспертов в рамках Секретариата ООН по обслуживанию специального Комитета по использованию космического пространства в мирных целях (КОПУОС), провозглашённого Генеральной Ассамблеей ООН в её резолюции 1348 (XIII) от 13 декабря 1958 года и формально учреждённого резолюцией 1472 (XIV) от 12 декабря 1959 года. Оно стало подразделением Департамента по политическим вопросам и делам Совета Безопасности ООН в 1962 году, когда КОПУОС собрался в первый раз, и был преобразован в Отдел по делам космического пространства. В 1992 году отдел был преобразован в Управление по вопросам космического пространства в рамках Департамента по политическим вопросам. В 1993 году было переведено в Отделение ООН в Вене. В то же время Управление взяло на себя ответственность за основные услуги секретариата Юридического подкомитета КОПУОС, которые ранее были предоставлены Управлением по правовым вопросам в Нью-Йорке. Вопросы, связанные с милитаризацией космического пространства, решаются на Конференции по разоружению в Женеве.